# Iwan Zafirow
Iwan Georgijew Zafirow (bułg. Иван Георгиев Зафиров, ur. 30 grudnia 1947 w Sofii) – bułgarski piłkarz, występujący na pozycji obrońcy.
Jest wychowankiem CSKA Sofia, w którego seniorskiej drużynie grał przez całą swoją piłkarską karierę: od 1965 do 1980, nie licząc dwuletniej przerwy (1966–1968), którą spędził na wypożyczeniu w FK Sliwen. Przez trzynaście był jednym z liderów linii defensywnej CSKA. Z zespołem, który w tamtym okresie prowadzili Stojan Ormandżiew (1965–1969) oraz Manoł Manołow (1969–1975), zdobył osiem tytułów mistrza Bułgarii oraz cztery raz wygrywał rozgrywki o Puchar Armii Sowieckiej. Łącznie w barwach CSKA wystąpił w 340 meczach. Piłkarską karierę zakończył w 1980 roku, w wieku trzydziestu trzech lat.
Należy do jednego z lepszych pokoleń w historii bułgarskiej piłki nożnej (jest rówieśnikiem m.in. Dimityra Penewa, Christo Bonewa, Georgi Asparuchowa, Dobromira Żeczewa i Petyra Żekowa); podobnie jak wielu innych jego kolegów na przełomie lat 60. i 70. odnosił sukcesy nie tylko w barwach klubowych, ale również zanotował wiele udanych występów z reprezentacją. W 1968 roku wywalczył srebro na Igrzyskach Olimpijskich: zagrał w czterech spotkaniach i strzelił jednego gola, w grupowym spotkaniu z Tajlandią (7:0). Ponadto - jako rezerwowy - brał udział w Mundialu 1974, na którym Bułgarzy odpadli już po fazie grupowej.

## Sukcesy piłkarskie
- mistrzostwo Bułgarii 1966, 1969, 1971, 1972, 1973, 1975, 1976 i 1980, wicemistrzostwo Bułgarii 1970, 1974, 1977, 1978 i 1979 oraz Puchar Armii Sowieckiej 1969, 1972, 1973 i 1974 z CSKA Sofia